# Диагностика in vitro
In vitro диагностические тесты — медицинские тесты, проводимые в контролируемом окружении вне живого организма. In vitro — латинское выражение, означающее, дословно — «в стекле».

## Применение
Наиболее часто применяемые тесты это:
- Химические
  - содержание в крови холестерина;
  - содержание в крови глюкозы;
  - терапевтический контроль содержания лекарств;
  - антидопинговый контроль;
  - обнаружение наркотических веществ в крови;
- Иммунологические
  - сердечно-сосудистые исследования
  - гормональные исследования
  - аллергологические исследования;
- Гематологические
- Гемостазиальные
  - тесты на гемофилию
  - тесты на реакцию на аспирин
- Микробиологические
  - Бактериальные
  - Тестирование на индивидуальную переносимость антибиотиков
- Молекулярные
  - Исследования на гепатит